# Cymbeline (film)
Cymbeline je dramatický film založený na hře Willima Shakespeara. V hlavní roli Ethan Hawke, Ed Harris a Milla Jovovichová.

## Obsazení
| Dakota Johnsonová   | Imogen                     |
| Milla Jovovichová   | Královna                   |
| Penn Badgley        | Posthumus                  |
| Ethan Hawke         | Iachimo                    |
| Anton Yelchin       | Cloten                     |
| Ed Harris           | Cymbeline                  |
| Bill Pullman        |                            |
| John Leguizamo      |                            |
| Spencer Treat Clark | Guiderius                  |
| James Ransone       |                            |
| Delroy Lindo        |                            |
| Johnny Bautista     | Aaron Scott                |
| Marian Volk         | Cheerleader                |
| Lawrence Whitener   | Knifey' – Králův bodyguard |
| Charly Bivona       | Helen                      |

## Produkce
Dne 31. července 2013 bylo oznámeno, že se Ethan Hawke spojil s režisérem Michaelem Almereydou v úmyslu adaptovat Cymbeline. Výroba byla zahájena na 19. srpna v New Yorku. Producenty filmu jsou Michael Anthony Katagas Benaroya. Dne 8. srpna se připojila jako hlavní ženská role herečka Milla Jovovich, která zde ztvárnila královnu.
Anton Yelchin jako Kloten (syn královny) a Dakota Johnsonová jako Imogena (dcera Cymbelína) se připojili k natáčení 12. srpna.

Film se začal natáčet 22. srpna 2013 v New Yorku.